# 絶対精神
絶対精神（ぜったいせいしん）とは哲学用語の一つ。これはゲオルク・ヴィルヘルム・フリードリヒ・ヘーゲルによって提唱された言葉である。
ヘーゲルによれば、精神の本質というものは、自分の内部ではなく、外部にあり、根拠を持たぬものである。その外部とは主観的・客観的なそれぞれ視点で見られている領域があり、主観的・客観的、つまり両方の領域を通して外部の情報を熟知した上で始めて個々の精神が、どの領域の影響を受けることなく発揮できるようになり、またそれを自覚、吟味できる。そしてそのようになった状態のことを絶対精神という。
つまり、この絶対精神とは、客観的でもあり、主観的でもある全てのあらゆる視点からの思考の性質を兼ね備えているといえる。ヘーゲルが目的としていたことは、哲学の体系を構築することであり、そこから過去と未来を哲学的に理解できるようになるということであった。それには現実の全てを理解できることに加えて、現実の全ての過程までも理解できる必要があり、それらを成せるのは絶対精神であるがゆえである。ゆえにヘーゲル哲学の課題というのは絶対精神の過程を示すという事でもある。ヘーゲルは絶対精神が歴史の根本を支配していると考えた。